# Macrobrachium natulorum
Macrobrachium natulorum är en kräftdjursart som beskrevs av Lipke Bijdeley Holthuis 1984. Macrobrachium natulorum ingår i släktet Macrobrachium och familjen Palaemonidae. Inga underarter finns listade i Catalogue of Life.